# Saint-Sulpice-le-Dunois
 Saint-Sulpice-le-Dunois  es una localidad y comuna de Francia, en la región de Lemosín, departamento de Creuse, en el distrito de Guéret y cantón de Dun-le-Palestel.
Su población en el censo de 1999 era de 634 habitantes.
Está integrada en la Communauté de communes du Pays Dunois.

## Demografía
| 861 | 913 | 795 | 750 | 698 | 634 |
| Para los censos de 1962 a 1999 la población legal corresponde a la población sin duplicidades (Fuente: INSEE [Consultar]) |     |     |     |     |     |